# Antheny
Antheny é uma comuna francesa na região administrativa de Grande Leste, no departamento Ardenas. Estende-se por uma área de 10,1 km². Em 2010 a comuna tinha 105 habitantes (densidade: 10,4 hab./km²).